# Коцюбинський Михайло Михайлович
Миха́йло Миха́йлович Коцюби́нський  (5 (17) вересня 1864 , Вінниця, Подільська губернія  — 12 (25) квітня 1913 , Чернігів ) — видатний український письменник, громадський діяч, голова «Просвіти» в Чернігові, титулярний радник. Батько Юрія, Оксани, Ірини та Романа Коцюбинських.
В українську літературу ввійшов як майстер психологічної прози. Вершинами його художнього стилю критики вважають «Fata Morgana», «Що записано в книгу життя» (1910), «Тіні забутих предків» (1911). У своїх останніх новелах доповнив свій характерний стиль елементами неоромантизму.

## Життєпис

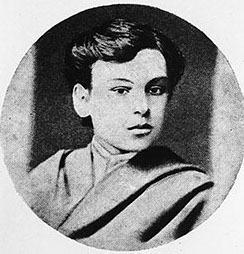
Михайло Коцюбинський, 1870-ті роки

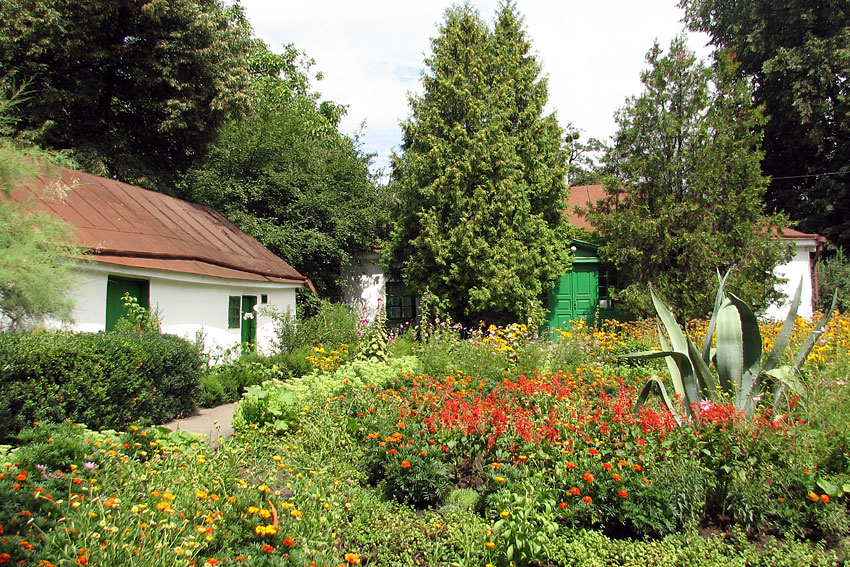
Рідна садиба Коцюбинського у Вінниці, нині музей письменника

Михайло Коцюбинський народився 5 (17) вересня 1864 року в місті Вінниця Подільської губернії у дворянській родині. Батько, Михайло Матвійович, працював дрібним службовцем, пив через те, що часто змінював роботу. За іншими відомостями, батько був людиною доброчесною й працьовитою, але запальною і нестриманою, мав від природи неврівноважену вдачу, не міг терпіти утисків начальства і несправедливості. І саме складні стосунки з керівниками були причиною частої зміни роботи. Мати, Гликерія Максимівна Абаза, була молдавською дворянкою і носила відоме молдавське дворянське прізвище Абаза. Вона дуже любила сина, вкладала в нього всю душу. Невдовзі Коцюбинські мусили залишити Вінницю, i переїхали жити в село Станіславчик, згодом — у містечко Бар. Тут Михайла віддали до початкової школи (1875—1876), де він проявив себе старанним учнем. Михайло був не єдиною дитиною в родині: у нього також був молодший брат Хома та Леонід з двома сестрами Лідією та Ольгою.
Згодом навчався у духовному училищі у Шаргороді (1876—1880). Тут сталася подія, про яку письменник згадував з деяким гумором. 12-літнім підлітком він закохався у 16-річну дівчину, а щоби привернути її увагу, вирішив стати «великою людиною» і накинувся на книжки. Твори Т. Шевченка та Марка Вовчка справили на нього таке сильне враження, що він і сам захотів стати письменником.

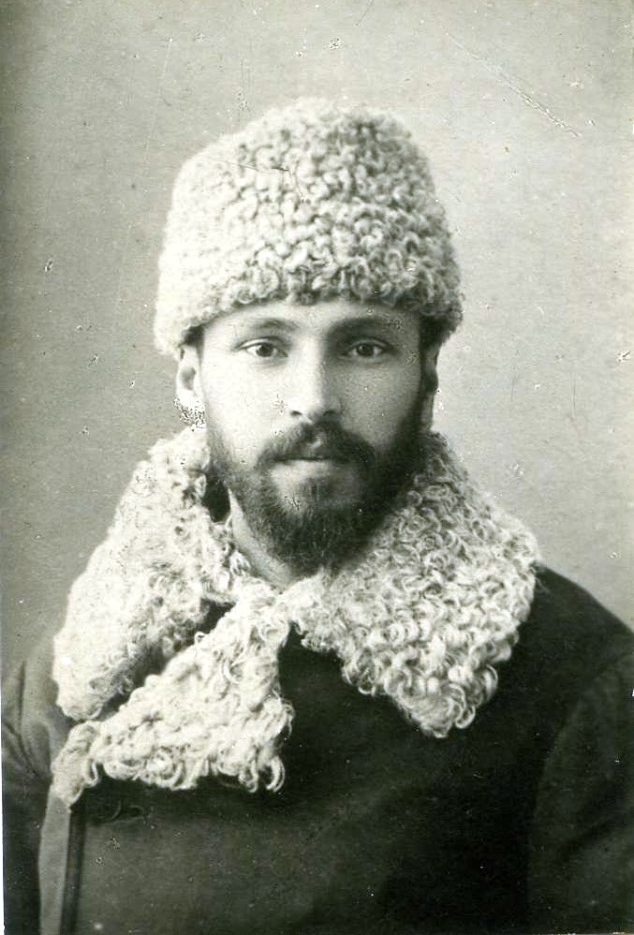
Молодий Михайло Коцюбинський

1881 — родина Коцюбинських повернулася до Вінниці. Через тяжке матеріальне становище сім'ї юнакові не вдалося продовжити освіту. Після масових арештів у 1882 році поліція виявила зв'язки з подільськими народовольцями і занесла його ім'я в число «неблагонадійних» та встановила за ним постійний нагляд. У 1883 році жандарми вчинили обшук у його домі, конфіскувавши рукописні списки заборонених творів Т. Шевченка. Перше його оповідання — «Андрій Соловейко, або Вченіє світ, а невченіє тьма» — датується 1884 роком. Це був час, коли родина Коцюбинських опинилася в скрутному становищі: батько втратив посаду і незабаром помер (1886), осліпла мати, і турботи про утримання великої сім'ї лягли на плечі Михайла, старшого з дітей. У 1886-1889 він заробляв приватними уроками і продовжував самоосвіту, а 1891-го, склавши екстерном іспит на народного учителя при Вінницькому реальному училищі, працював репетитором.
Займав активну громадянську позицію, пропагував революційні та самостійницькі ідеї, тому Подільське жандармське управління взяло Коцюбинського на облік. На квартирі Коцюбинських зроблено кілька обшуків, а за Михайлом установлено таємний нагляд.
Дебютний літературний твір «Андрій Соловійко, або Вченіє світ, а невченіє тьма» (1884) критика оцінила вельми скептично. Один із рецензентів радив початківцеві залишити цю справу, проте він писав і далі, але твори до друку не подавав. Вдруге почав друкуватися в 1890 (львівський дитячий журнал «Дзвінок» опублікував його вірш «Наша хатка»). Це сталося після його поїздки до Львова того ж року. Тут він познайомився з І. Я. Франком, іншими місцевими літераторами та видавцями, налагодив співпрацю з редакціями журналів «Правда», «Зоря», «Дзвінок» та ін., почав публікувати в них свої твори.
З початку 1891 працював домашнім вчителем у родині бухгалтера цукрового заводу в с. Лопатинці, де створив низку літературних творів.
- Михайло Коцюбинський, 1898 р.

На початку 1890-х рр. частина молодої української інтелігенції, перейнята ліберально-просвітницькими ідеями, утворила «Братство тарасівців», з учасниками якого Коцюбинський деякий час підтримував зв'язки.

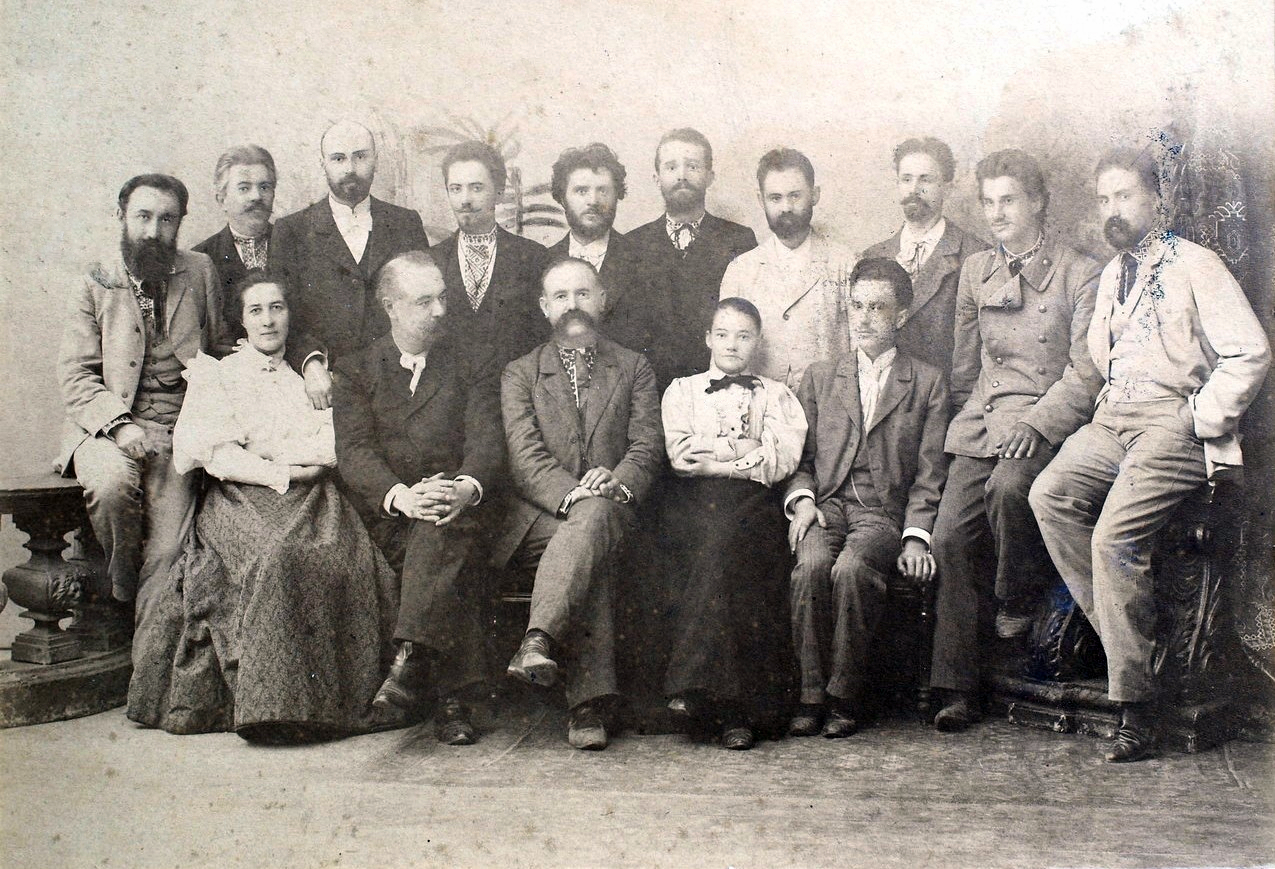
Члени Чернігівської Громади з гостями з інших регіонів, 1898 р. Зліва направо перший ряд: В. Коцюбинська, І. Шраг, М. Левитський (Херсонська губ.), Ф. Шкуркіна, Р. Сембратович (Галичина); другий ряд: Б. Грінченко, Михайло Коцюбинський, В. Самійленко, Д. Лукіянович (Галичина), Г. Коваленко, І. Руденко, А. Верзилов, А.Балика, В. Доманицький (Київ), Олександр Леонідович Глібов.

1892–1896 — працював у складі Одеської філоксерної комісії, яка боролася зі шкідником винограду на території колишнього Новоросійського генерал-губернаторства. Робота в селах Бессарабської та Таврійської губерній дала йому матеріал для написання циклу «молдовських» («Для загального добра», «Пе-Коптьор») і «кримських» («В путах шайтана», «На камені», «Під мінаретами») оповідань.
Залишивши роботу в комісії (1897), він сподівався одержати посаду завідувача книжкового складу у Чернігівській губернській земській управі, але чернігівський губернатор не допустив його до цієї праці. Після безуспішної спроби влаштуватися на роботу в Чернігові, де жила сім'я, Коцюбинський тимчасово осів у Житомирі, де від листопада 1897 до березня 1898 обіймав різні посади в редакції місцевої газети «Волынь».
Весна 1898 р. — отримавши роботу в Чернігівській земській управі, Коцюбинський нарешті переїхав до Чернігова. Спочатку обіймав посаду діловода, тимчасово завідував столом народної освіти та редагував «Земский сборник Черниговской губернии». У вересні 1900 влаштувався до міського статистичного бюро, де працював до 1911. У Чернігові зустрів і закохався у Віру Устимівну Дейшу, яка з часом стала його дружиною. Тут виросли їхні діти: Юрій, Оксана, Ірина, Роман. Щотижня у будинку письменника збиралась літературна молодь міста — зокрема, відомі у майбутньому письменники Василь Блакитний і Микола Вороний. Під час навчання в Чернігівській духовній семінарії ці «суботи» часто відвідував молодий Павло Тичина. Михайло Коцюбинський порадив Михайлові Грушевському вмістити його вірші в часописі «Літературно-науковий вістник» (1912).

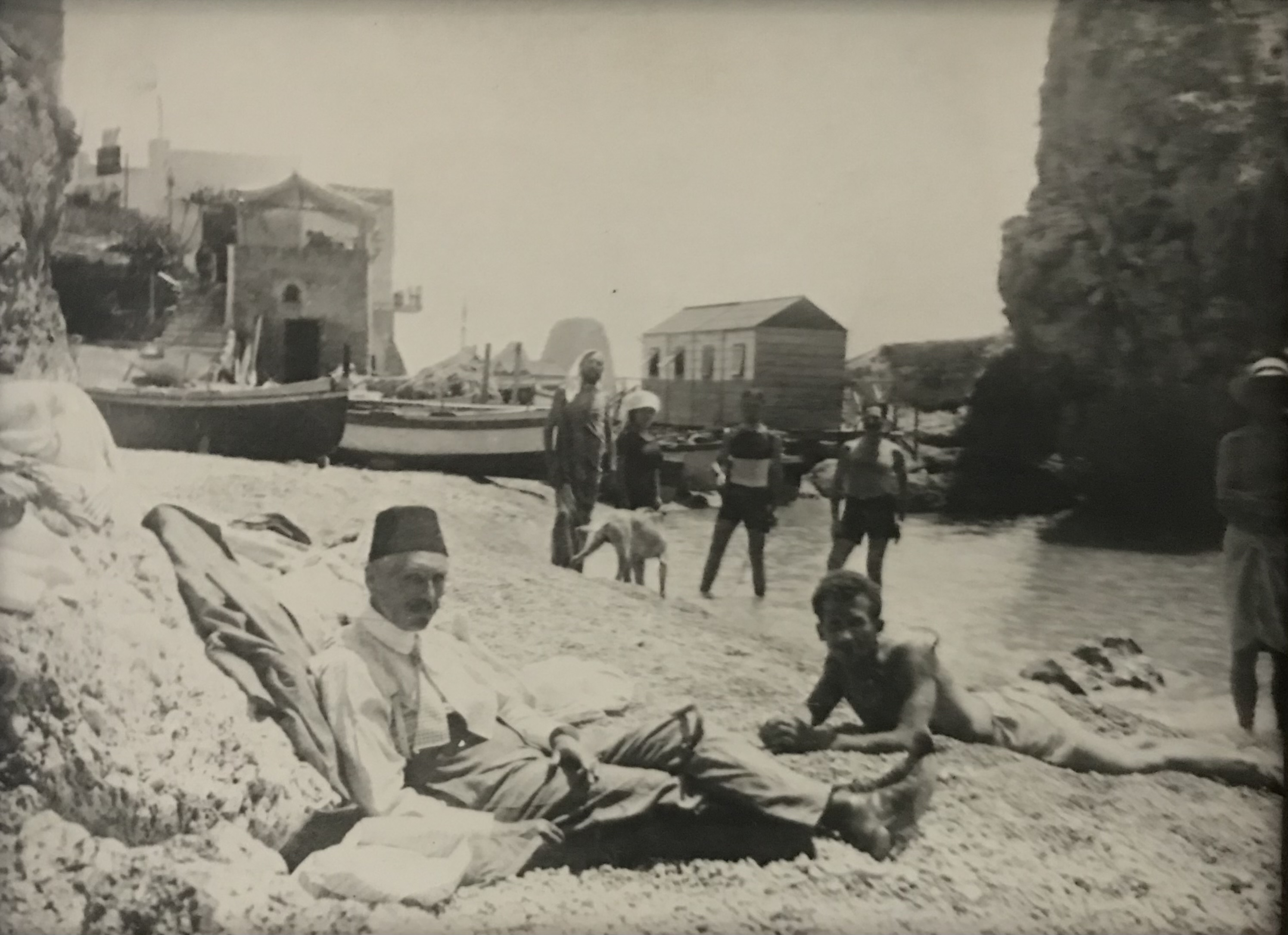
Михайло Коцюбинський на пляжі о. Капрі. Фото. 1910 р

Після чергових відвідин Галичини (зокрема, Гуцульщини) народився один із найкращих творів письменника — повість «Тіні забутих предків». За його сюжетом Сергій Параджанов створив однойменний фільм, який став одним зі світових шедеврів.
1911 — «Товариство прихильників української науки, літератури і штуки» призначило Михайлові Коцюбинському довічну стипендію в розмірі 2000 крб на рік, щоби він міг звільнитись зі служби. Проте письменник почував себе дедалі гірше. Його мучили астма і туберкульоз. Через потребу в лікуванні Коцюбинський відвідав Італію (острів Капрі) й інші країни Європи.
Під час поїздок на острів Капрі письменник часто зустрічався з Максимом Горьким, взимку 1911—1912 навіть жив у нього і написав там свої відомі твори «Коні не винні» та «Подарунок на іменини».
Знав 10 мов (крім української), зокрема грецьку, кримськотатарську, циганську.

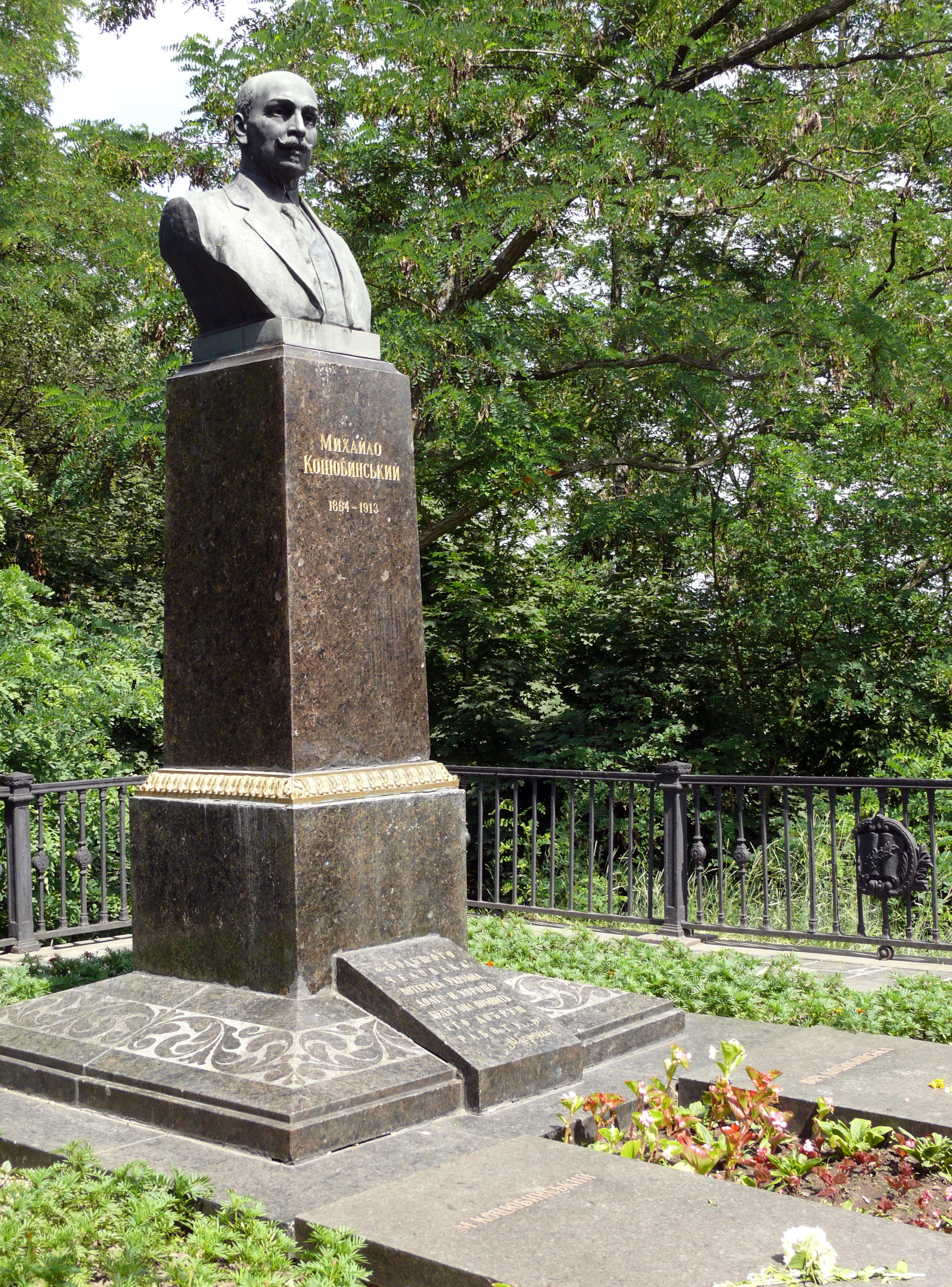
Могила Михайла Коцюбинського. Болдина гора, Чернігів

Востаннє перебуваючи в лікарні, Коцюбинський дізнався про смерть найкращого друга, композитора Миколи Лисенка.
Помер 12 (25) квітня 1913 року. Поховали письменника на Болдиній горі у Чернігові, улюбленому місці його щоденних прогулянок. Уночі з 17 на 18 грудня 2017 з могили письменника вандали вкрали 100-кілограмове бронзове погруддя, встановлене 1955 року.
На березі Південного Бугу в районі Сабарова (Сабарів) є відомий «камінь Коцюбинського» з цитатами письменника. Вважається що саме на цьому камені Михайло Коцюбинський писав свої твори.

## Творчість

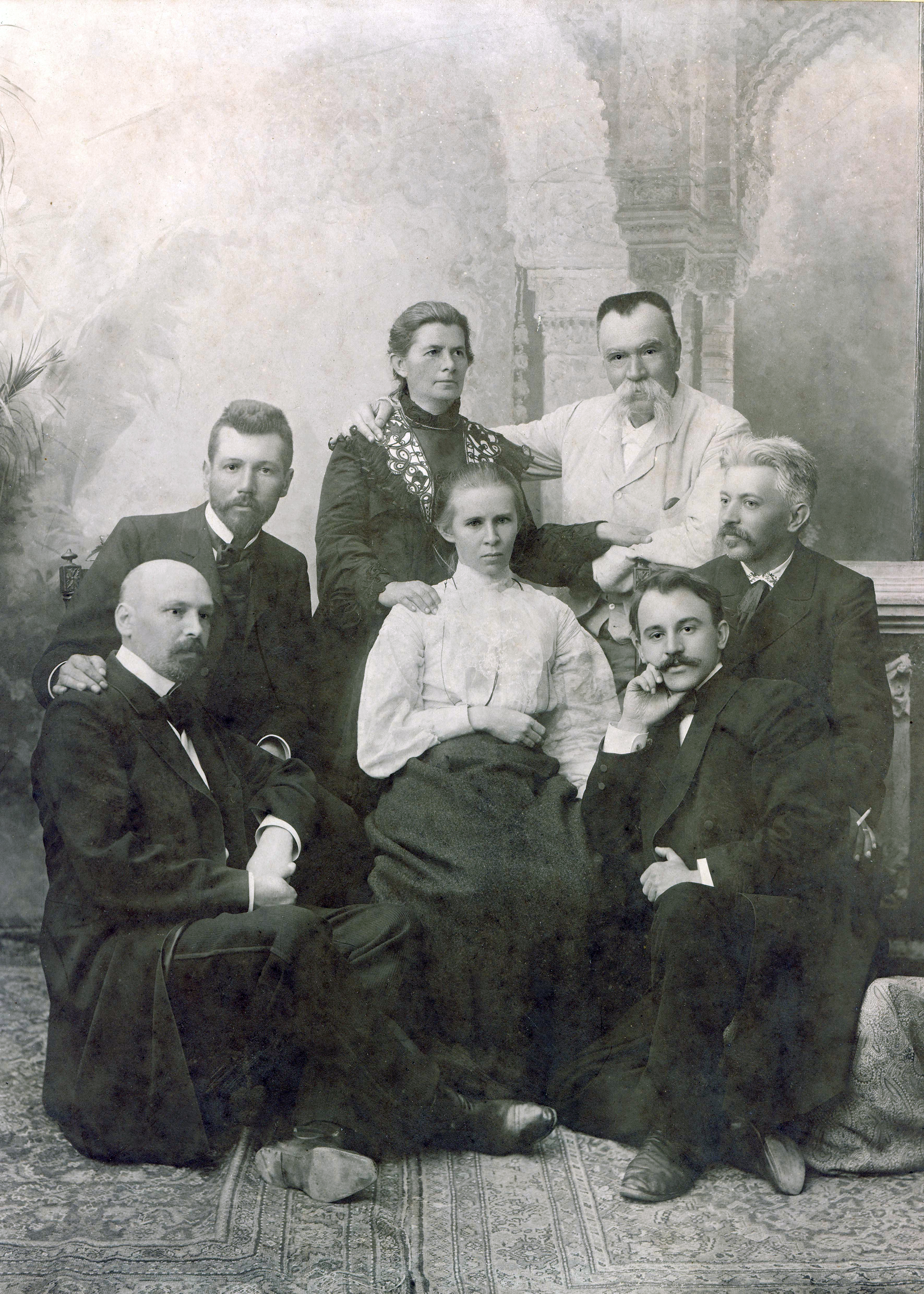
На відкритті пам'ятника Іванові Котляревському в Полтаві, 1903. Зліва направо: Михайло Коцюбинський, Василь Стефаник, Олена Пчілка, Леся Українка, Михайло Старицький, Гнат Хоткевич, Володимир Самійленко.

Михайло Коцюбинський є одним із найоригінальніших українських прозаїків. Він одним із перших в українській літературі усвідомив потребу її реформаторства в напрямі модерної європейської прози.
Творчість Коцюбинського завжди була предметом суперечок літературних критиків. Деякі дослідники про модернізм Михайла Коцюбинського говорять обережно, називаючи його імпресіоністом у літературі. Сучасник письменника, критик Сергій Єфремов так сказав про нього: «Людина культурна, до найменших подробиць, європеєць з голови до п'ят … був справжнім аристократом Духа без жодного силування з свого боку…».
Коцюбинський почав пробувати свої сили в літературі рано, брався за поезію, переклади, нариси, та швидко головним полем його письменницької діяльності стала художня проза. З перших спроб Коцюбинського-прозаїка до нас дійшли оповідання «Андрій Соловійко, або Вченіє світ, а невченіє тьма» (1884), «21-го грудня, на Введеніє» (1885), «Дядько та тітка» (1885).
Друкуватися почав у 1890 — львівський дитячий журнал «Дзвінок» опублікував його вірш «Наша хатка».
Працюючи домашнім учителем у селі Лопатинці (нині Вінницька область, 1891), створив оповідання «Харитя», «Ялинка», «П'ятизлотник», повість «На віру», віршовану казку «Завидющий брат».
На творчості Коцюбинського відбилося спілкування з членами «Братства тарасівців». У казці «Хо» (1894) він підносить значення ліберально-просвітницької діяльності.
Перебування Коцюбинського на урядовій службі в Бессарабії та Криму дали життєвий матеріал для його творів «Для загального добра» (1895), «Пе-коптьор» (1896), «Посол від чорного царя» (1897), «Відьма» (1898), «В путах шайтана» (1899), «Дорогою ціною» (1901), «На камені» (1902), «У грішний світ», «Під мінаретами» (1904). Одним із свідчень того, що Коцюбинський своїми творами молдовсько-кримського циклу виходив за межі локальних проблем, є те, що його повість «Для загального добра» була надрукована в російському перекладі у журналі «Жизнь» (1899, кн. 12).
Важливим моментом світоглядно-письменницької еволюції Коцюбинського було оповідання «Лялечка» (1901). У ньому він постає визначним майстром психологічного аналізу. Зосередження уваги на психологічних колізіях стає визначальною рисою творчості Коцюбинського.
Дещо окремо в доробку Коцюбинського стоять твори на теми з минулого українського народу: «На крилах пісні» (1895), «Дорогою ціною» (1901). Їх єднає романтично-піднесена, героїчна тональність.
Новела «Цвіт яблуні» була в українській літературі новаторською за темою: порушувалась проблема ставлення письменника до дійсності, говорилося, що митець за будь-яких обставин не може забувати про свій громадянсько-професійний обов'язок, повинен боліти чужим горем, як власним. До цієї теми Коцюбинський повертався ще не раз (цикл мініатюр «З глибини», поезія в прозі «Пам'ять душі», незавершений твір «Павутиння», новели «Intermezzo» і «Сон»).

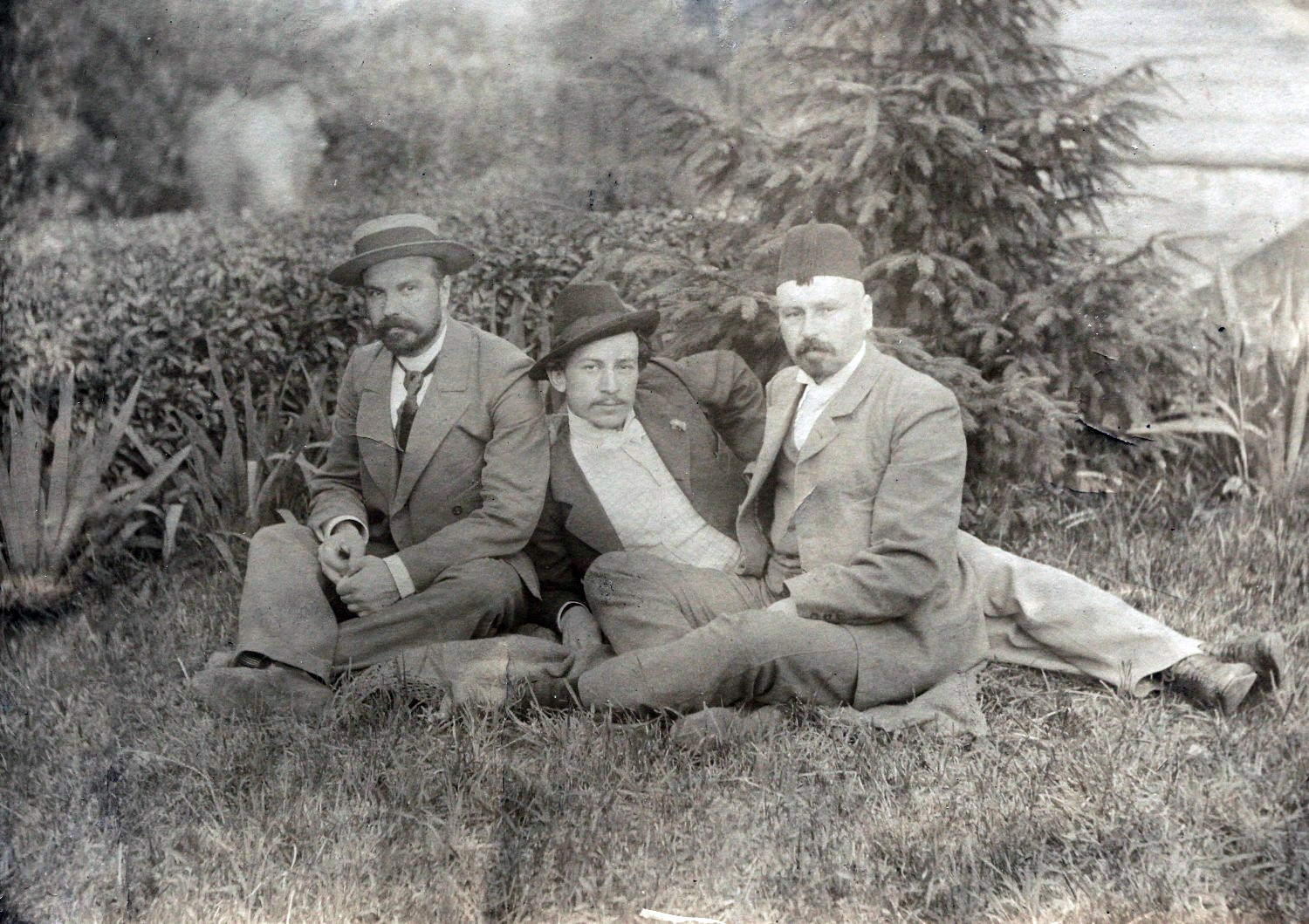
Микола Чернявський (ліворуч) з Михайлом Коцюбинським (праворуч). Чернігів, 1903 р.

Виражене у цих творах ідейно-мистецьке кредо декларується й у листі-відозві Коцюбинського та Миколи Чернявського до українських письменників (1903). Наступний розвиток української літератури Коцюбинський бачив у розширенні її тематичних та ідейних обріїв, пошукові нових художніх форм.
У п'ятиліття перед революцією 1905—1907 років Коцюбинський написав і опублікував повість «Fata Morgana» (Кіевская старина, 1904), в якій вловив ті головні зрушення у свідомості селянства і нові тенденції в еволюції соціальної психології села, які на повну силу виявилися під час революції. Революція остаточно відкрила світові нове село, а Коцюбинський без будь-якого втручання в текст оповідання продовжив його як другу частину повісті. Друга частина повісті «Fata morgana» (опублікована в квітневому номері «Літературно-наукового вісника» за 1910) належить до найвизначніших творчих досягнень Коцюбинського, пов'язаних з подіями першої російської революції (1905—1907).
Провідним жанром малої прози Коцюбинського після 1901 стала соціально-психологічна новела.

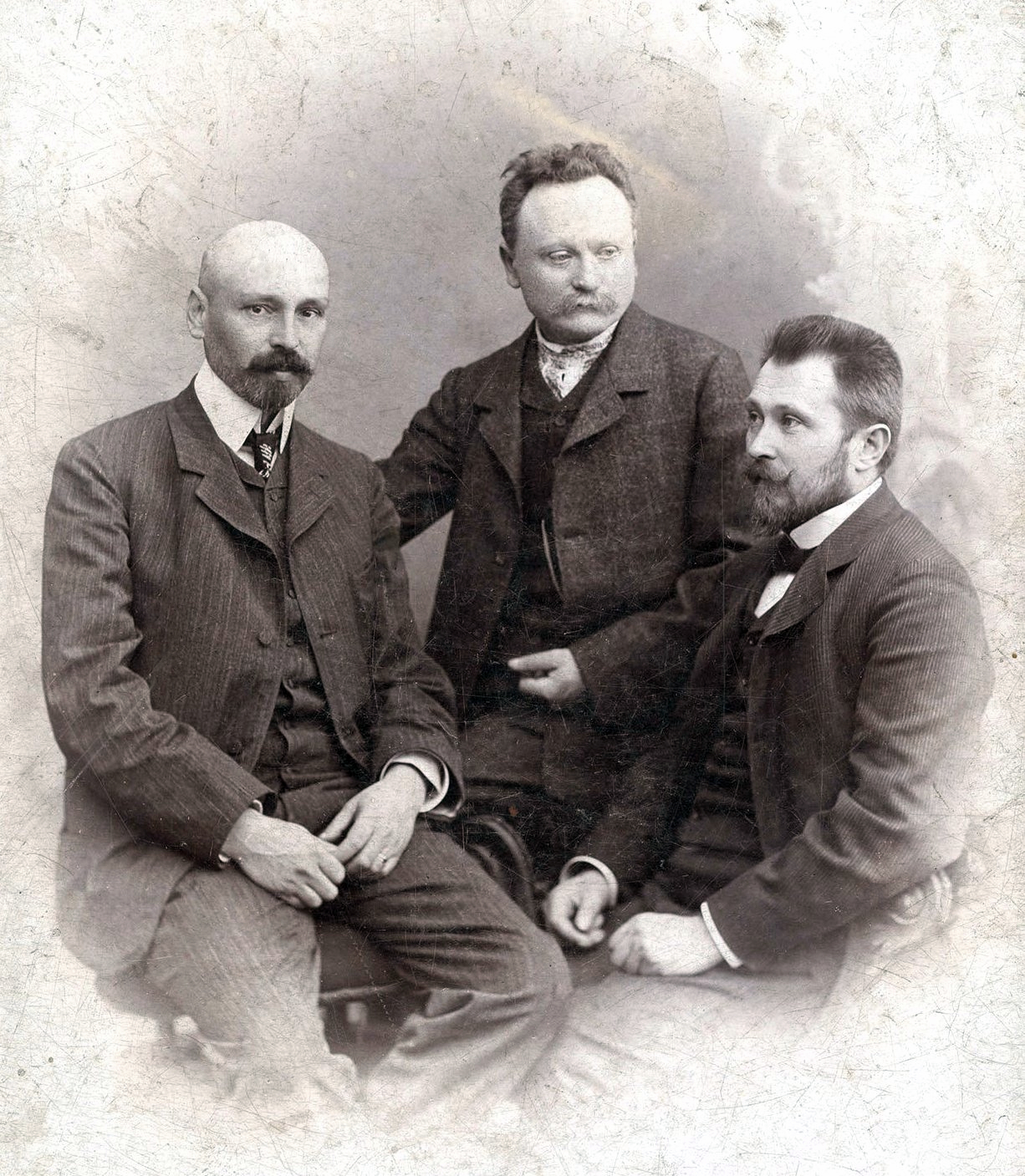
Іван Франко, Михайло Коцюбинський, Володимир Гнатюк. Світлина зроблена у Львові, дорогою Коцюбинського з Чернігова до Італії. 1905 р.

У 1906—1912, крім другої частини «Fata morgana», Коцюбинський створив новели «Сміх», «Він іде» (1906), «Невідомий», «Intermezzo», «В дорозі» (1907), «Persona grata», «Як ми їздили до Криниці» (1908), «Дебют» (1909), «Сон», «Лист» (1911), «Подарунок на іменини», «Коні не винні», образки-етюди «Хвала життю!», «На острові» (1912), а також повість «Тіні забутих предків» (1911).
Художні нариси «Хвала життю!» й «На острові», написані влітку 1912, — останні твори Михайла Коцюбинського. Пафосом перемоги життя над смертю пройнятий нарис «Хвала життю!». Лейтмотивом нарису «На острові» також є ідея безперервності, вічності людського буття.
Коцюбинський побував у багатьох екзотичних місцях: у Криму, Бессарабії, на Гуцульщині та в Італії. Його листи переповнені враженнями від природи цих країв.
Коцюбинський вражав своїх сучасників знанням природничих наук. Він проникав у таємниці природи через наукову літературу і власні спостереження. Це допомагало йому глибше, по-філософськи сприймати навколишній світ, краще збагнути і точніше відтворити життя людини в органічному зв'язку з усім світом. Природа і людина зливаються у нього в одне ціле, стоять в одному поетично-філософському ряду.
Мовна практика Коцюбинського — один із яскравих прикладів широкого підходу до розвитку української літературної мови. Не заперечуючи ваги різних її стилів, слів-новотворів, оригінальних виразів, конструкцій, він головним джерелом збагачення мови літератури вважав загальнонародну розмову.
У митця давно зрів план відтворити свої глибокі та суперечливі враження від подорожі Гуцульщиною. Цей край назавжди лишив у його пам'яті образ загиблого мисливця Макія, великої дитини гір, танки та пиятику біля труни небіжчика (звичай, що залишився від часів язичництва), мізерні хрести на могилах, безпорадне пищання нещасної дитини, яку мати вважає підміненою. Десь приблизно так народжувався задум напоєної народними легендами Гуцулії повісті «Тіні забутих предків».
Його називали Сонцепоклонником і Соняхом, бо над усе любив сонце, квіти і дітей. Служачи звичайним клерком у статистичному відділі Чернігівської земської управи, на роботу ходив з неодмінною квіткою у бутоньєрці. У своїх творах оспівував цвіт яблуні, жайворонкову пісню, дитячі очі, малював словом людську біду і красу.

## Журналістика
Простежити журналістську творчість Михайла Коцюбинського дозволяє його майже піврічна праця в редакції газети «Волынь» (Житомир). Тут він працював спершу на посаді адміністратора, потім завідував рубрикою «Свет и тени русской жизни».
Умови праці у газеті були складні: видавець не дбав про сприятливі умови, погано фінансував редакцію, співробітники часто бідували. Михайло Михайлович був украй невдоволений перебігом редакційних подій. Нарікаючи на те, що доводиться «розриватися на 100 частин», він добросовісно виконував щоденні журналістські обов'язки, інколи самотужки випускав у світ новий номер, продавав свіжий номер, оформляв передплату.
Незгоди з редактором, боротьба з цензурою тривали майже кожного разу, коли доводилося подавати матеріали в номер і відстоювати власну позицію.
Коцюбинський уважно перечитував тогочасну російську пресу, «викроював» із неї більші чи менші шматки, опрацьовував ці матеріали, підпорядковував їх висвітленню тих чи інших питань. Намагаючись приспати увагу цензури, журналіст свідомо обмежував себе як коментатор, часто не висловлювався з приводу певної інформації, коли факти були промовистими. Жартома письменник називав себе «закрійником».

Окремі свої статті в газеті «Волынь» письменник не позначав повним іменем, залишаючи під матеріалом криптонім. Про те, що вони належать саме Коцюбинському, свідчать листи до дружини. Так, рубрику «Свет и тени русской жизни» письменник підписував М. К. Про цю публікацію він повідомляв Вірі Устинівні 22 грудня 1897 року: 
«… Вибравши вільну годину, взявся за „Свет и тени“ і дав для завтрашнього випуску статтю. Отож редактор не згоджується з моїми поглядами на справу — і нам довелось дуже сперечатися та лаятися. Хоч я й відстояв половину статті, та цікавіша половина пропала, бо Фідлер викреслив її, опираючись на свої права відповідального редактора».
Справжньою удачею вважав письменник публікацію в житомирській газеті матеріалів про українські справи: рецензії на галицькі журнали, огляди шкільної освіти, відродження національних традицій, поширення фольклору, вшанування видатних письменників, обговорення проблем розвитку рідної мови (він також вів рубрику «К полемике о самостоятельности малороссийского язика») тощо. Впродовж трьох номерів (№ 22—24) за 28-30 січня «Волынь» презентувала статтю «Организация общественных развлечений» — перероблений матеріал відомого українського фольклориста, етнографа і літературознавця Миколи Сумцова (оригінально ця публікація з'явилася в січневій книзі журналу «Образование» за 1898), де простежуються європейські шляхи розвитку української культури, проаналізовані вистави малоросійського театру, літературні вечори, поширення народних читань у Харкові, Одесі).
За оцінками дослідників української преси, саме завдяки Коцюбинському газета «Волынь» набула широкої популярності. Інколи навіть не вистачало примірників і доводилось збільшувати наклад.

### Оповідання
| - 1891 — - Нюренберзьке яйце - Харитя - Ялинка - 1892 — П'ятизлотник - 1893 — - Маленький грішник - Помстився - Ціпов'яз - 1895 — На крилах пісні - 1896 — Пе-коптьор - 1897 — Посол від чорного царя - 1898 — Відьма - 1899 — В путах шайтана - 1900 — По-людському - 1901 — Лялечка - 1902 — - На камені - Поєдинок - Цвіт яблуні - 1904 — - Під мінаретами - У грішний світ | - 1906 — - Він іде - Сміх - 1907 — - Persona grata - В дорозі - Невідомий - 1908 — - Intermezzo - Дебют - Як ми їздили до криниці - 1911 — - Лист - Сон - Що записано в книгу життя - 1912 — - Коні не винні - На острові - Подарунок на іменини - Хвала життю |

## Особисте життя

### Родина
Батько Михайла Коцюбинського, Михайло Матвійович, працював дрібним службовцем. Мати, Гликерія Максимівна (пом. 1917), до шлюбу Абаз, дуже любила сина, вкладала в нього всю душу.
У Михайла було два брати: Хома (1870—1956) і Леонід; та дві сестри, Лідія (пом. 1916) та Ольга. Хома, літературознавець, брав активну участь в увічненні пам'яті свого брата. Його донька Михайлина — філолог та літературознавець, активна учасниця руху шістдесятників, дисидент.
Дружина письменника — Віра Устимівна Дейша (1863—1921) — походила з дворян, по материній лінії з роду Гортинських. Її мати, Юлія Степанівна Дейша, по смерті чоловіка переїхала до Чернігова, працювала начальницею Чернігівського єпархіального училища і виховувала самостійно трьох дітей. Дядько Віри (брат матері) — відомий чернігівський лікар Василь Степанович Гортинський. Віра Дейша в молоді роки була пов'язана з революціонерами, за це на неї наклали суворий домашній арешт. У цей період померла її мати.
Зі своєю майбутньою дружиною Коцюбинський познайомився у Києві на першому з'їзді «Громади» наприкінці 1894 року.
Після народження чотирьох дітей Віра відійшла від революційної діяльності і присвятила себе родині. Вона пережила Михайла на 8 років і померла наприкінці 1921 року від тяжкого виснаження, запалення легенів та висипного тифу вдома на руках їхнього молодшого сина — Романа.

#### Діти
- Юрій (1896—1937) — під час українсько-більшовицької війни один з більшовицьких ватажків в Україні, згодом партійний та державний діяч УСРР, розстріляний за часів сталінського терору. Одружений (з 1919) з більшовичкою Ольгою Петрівною Бош (пом. 1966), донькою Євгенії Бош. Син Олег; крім того, ще до його народження, подружжя взяло з сиротинця дівчинку;
- Оксана (1898—1920) — воювала у складі Червоного козацтва, стала дружиною Віталія Примакова;
- Ірина (1899—1977) — одружена з червоним козаком, надалі енкаведистом Абрамом Данишевським. Мала від нього двох синів: Юрія (помер трирічним) та Флоріана (1921—1991). Була юристкою, з 1950-х директор Чернігівського музею Коцюбинського, з 1965 року — кандидат філологічних наук. Заслужений працівник культури України;
- Роман (1901—1937) — під час українсько-більшовицької війни воював у складі Червоного козацтва, був чекістом. Потім працював тривалий час на партійній роботі в Одесі та науково-освітній в Академії наук у Харкові, був директором музею батька у Вінниці. Репресований та розстріляний. Син від другого шлюбу з Оленою Писаревською Юлій (1934—2000) — літературознавець. Син Юлія — Ігор 7 липня 2014 був мобілізований як офіцер запасу ЗСУ, воював в зоні АТО на Луганщині заступником командира танкової роти по роботі з особовим складом, демобілізований у березні 2015, є теперішнім директором чернігівського музею Михайла Коцюбинського

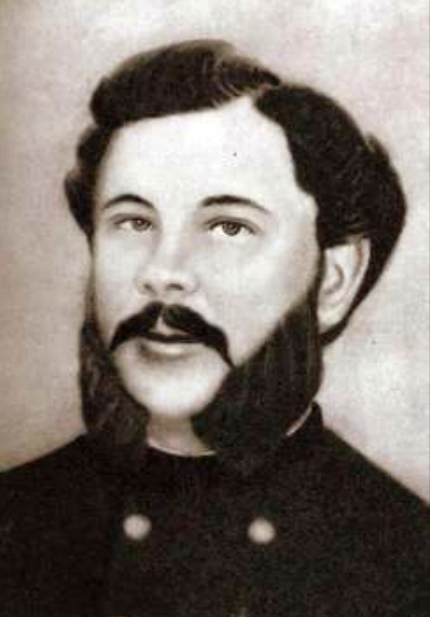
Михайло Коцюбинський (батько)
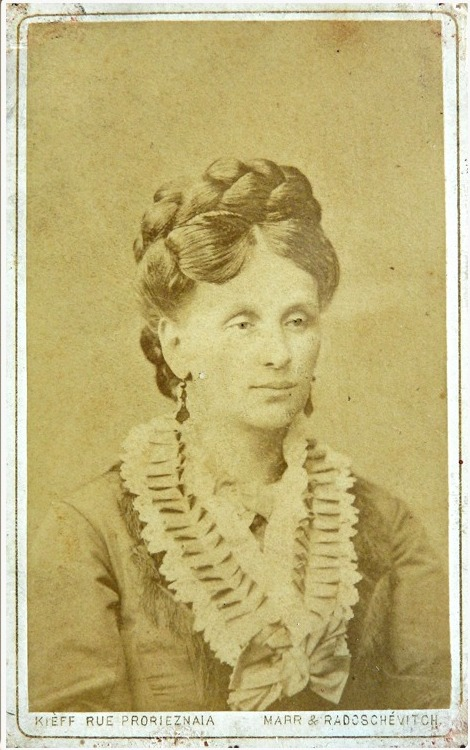
Гликерія Коцюбинська (мати)
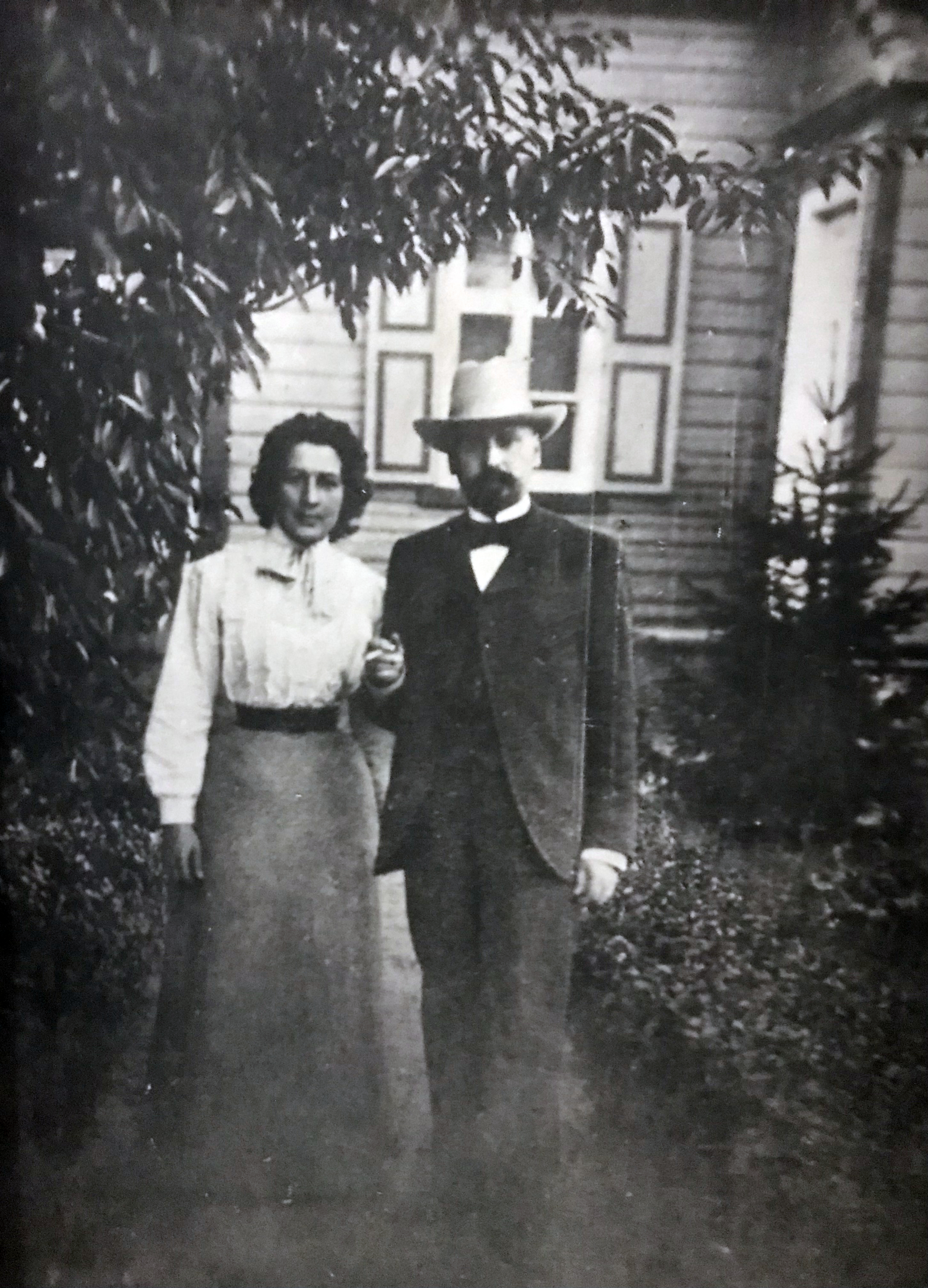
Михайло і Віра Коцюбинські біля свого будинку в Чернігові по вул. Сіверянській, 1902 р.
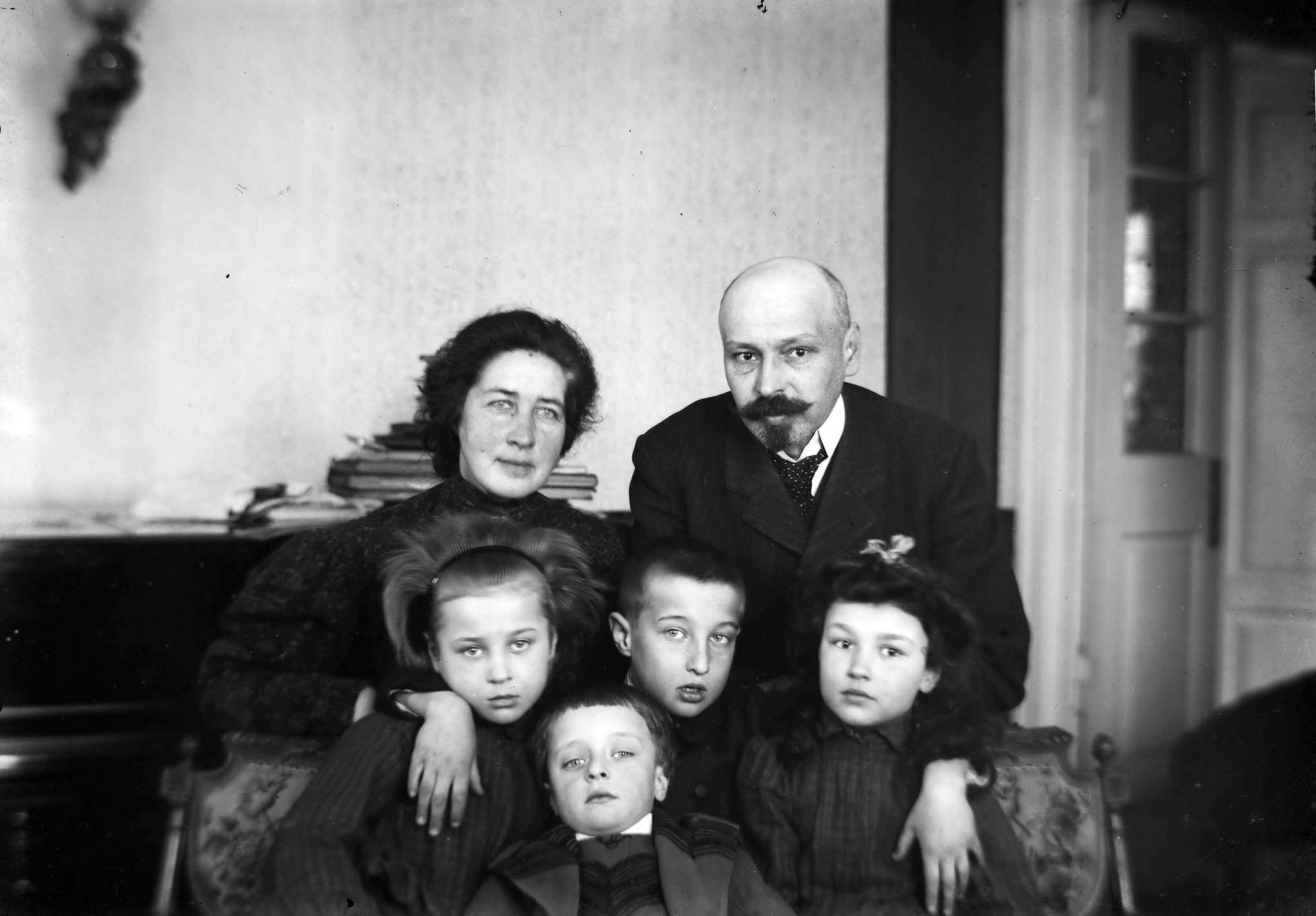
Михайло Коцюбинський з дружиною та дітьми. Зліва направо: Ірина, Віра Устимівна, Роман, Юрій, Михайло Михайлович, Оксана.

### Коханка
Важливе джерело інформації до біографії письменника — понад 300 листів Коцюбинського до коханої жінки, Олександри Іванівни Аплаксіної (1880—1973), молодшої за нього на 16 років. Їх уперше видано 1938 року Інститутом української літератури АН УРСР (щоправда, видання рясніло купюрами морального й політичного характеру — зокрема викреслено всі згадки про людей, оголошених в СРСР «ворогами народу»). Стосунки Коцюбинського з Аплаксиною завершилися 1907 року, коли з анонімного листа про них дізналася дружина письменника. Вона змусила чоловіка дати слово не залишати родину.

## Образ у мистецтві

### Кіно
Життю письменника присвячено стрічку «Родина Коцюбинських» Тимофія Левчука (1970, образ Михайла Коцюбинського відтворив Олександр Гай).
Образ Коцюбинського відтворено у фільмі «Правда» (1957, його зіграв В. Черняк) та в науково-популярній стрічці «Михайло Коцюбинський» (1958), Дурочки (1958).
За мотивами творів письменника зняли фільми: «Навздогін за долею» М. Терещенка (1927), «Фата моргана» Бориса Тягна (1937), «Кривавий світанок» О. Швачка (1956), «Пе-коптьор!» В. Карасьова (1956), «Коні не винні» С. Комара (1956), «Дорогою ціною» М. Донського (1957), «Тіні забутих предків» С. Параджанова (1964), «Тіні забутих предків» Ю. Суярка (1990, відео), «Подарунок на іменини» Л. Осики (1991), «Тіні забутих предків» К. Костюкова (1990), «Татарський триптих» Олександра Муратова (2004) за мотивами «Кримських оповідань», перший у світі фільм кримськотатарською мовою.

## Вшанування

### Дослідження та музеєфікація спадщини
- Вінницький літературно-меморіальний музей М. М. Коцюбинського. Відкритий 8 листопада 1927 року в будинку, де народився письменник і проживав до 1897 року[22][23]. Перший директор — Коцюбинський Хома Михайлович.
- У Чернігові працює Чернігівський літературно-меморіальний музей-заповідник М. М. Коцюбинського (перший директор — Коцюбинський Хома Михайлович).
- У 2011 році відроджено Музей Михайла Коцюбинського в Сімеїзі[24][25][26].
- У 2010—2011 засноване Всеукраїнське товариство сприяння відродженню літературних музеїв М. Коцюбинського в Криму[27].
- У 2011—2012 у с. Сонячногірське відбулися I і II Науково-практична конференція «Михайло Коцюбинський і сучасність»[28][29].

- Стенд «Перші хто відгукнувся на підтримку музею Коцюбинського в Сонячногірському».
- І Конференція у Сонячногірську (Крим), присвячена Коцюбинському, 2011 р. Ведучий — професор Навроцький Володимир Володимирович з м. Ялта.
- Музей Коцюбинського, Чернігів.‎

### Премії
- Всеукраїнська літературна премія імені Михайла Коцюбинського
- Чернігівська обласна премія імені Михайла Коцюбинського

### Пам'ять
- 2004 року НБУ ввів до обігу пам'ятну монету номіналом 2 гривні — Пам'ятна монета «Михайло Коцюбинський».
- У Києві з 1939 року існує Вулиця Михайла Коцюбинського
- У Чернігові іменем письменника названа вулиця, також в багатьох інших містах і селах України є вулиця Коцюбинського
- У Київській області існує смт Коцюбинське
- У Чернігівській області існує смт Михайло-Коцюбинське
- У селі Станіславчик є Дуб Михайла Коцюбинського
- У Кишиневі іменем письменника названо ліцей — Liceul Mihai Coţiubinschi

- Пам'ятник Михайлу Коцюбинському у Вінниці.
- Пам'ятник Михайлу Коцюбинському у Харкові.
- Пам'ятна монета «Михайло Коцюбинський».

## Публікації творів
- Коцюбинський Михайло Електронна бібліотека «Культура України» [Архівовано 15 лютого 2018 у Wayback Machine.]
- Коцюбинський М. М. Повісті та оповідання / М. М. Коцюбинський. — Київ: Держ. вид-во худож. літ., 1948. — 336 с. [Архівовано 12 вересня 2018 у Wayback Machine.]
- Огоньки: сб. дет. рассказов / пер. Н. И. Перелыгина ; с рис. П. Е. Литвиненко. — Изд. 2-е. — М. : Изд. Д. П. Ефимова, 1904. — 54 с. [Архівовано 12 вересня 2018 у Wayback Machine.]
- Коцюбинський М. Іван Франко: реф., читаний в Чернігів. «Просвіті» р. 1908 / М. Коцюбинський. — Київ: Вид. Т-во «Криниця», 1917. — 32 с. [Архівовано 13 вересня 2018 у Wayback Machine.]
- Коцюбинський М. М. В путах шайтана: (ґенеза, характеристика осіб, зміст) / М. М. Коцюбинський ; зладив І. Крук. — Львів: Накладня Укр. Книгарні й Антикварні у Львові, 19–?. — 16 с. — (Літературно-критична бібліотека ; ч. 22). [Архівовано 13 вересня 2018 у Wayback Machine.]
- Коцюбинський М. Листи до Володимира Гнатюка / Михайло Коцюбинський ; з передм. і поясненнями В. Гнатюка. — Львів: Накладом Вид. Спілки «Діло», 1914. — 167 с. : іл. — (Бібліотека «Діла» / під ред. В. Панейка). [Архівовано 13 вересня 2018 у Wayback Machine.]
- Коцюбинський М. М. Листи М. М. Коцюбинського до О. І. Аплаксіної / АН УРСР, Ін-т укр. л-ри ім. Т. Г. Шевченка ; ред., вступ. ст. і комент. І. І. Стебуна. — Київ: Вид-во АН УРСР, 1938. — XXI, 341 с. [Архівовано 13 вересня 2018 у Wayback Machine.]
- Коцюбинський М. М. Вибрані оповідання / Михайло Коцюбинський ; ред. Г. Гельфандбейн. — Львів: Дитвидав ЦК ЛКСМУ, 1937. — 158 с. — (Шкільна бібліотека). [Архівовано 14 вересня 2018 у Wayback Machine.]
- М. М. Коцюбинський: (1864—1939): бібліогр. пам'ятка / Чернігів. обл. від. нар. освіти, Чернігів. держ. обл. б-ка ім. Короленка. — Чернігів : 1939. — 15 с. [Архівовано 14 вересня 2018 у Wayback Machine.]
- Коцюбинський М. Ялинка: для дітей мол. шк. віку / Михайло Коцюбинський. — Київ ; Харків: Укр. держ. вид-во, 1944. — 24 с. [Архівовано 16 квітня 2021 у Wayback Machine.]
- Коцюбинський М. Сміх / М. Коцюбинський. — Харків ; Київ: Літ. і мистецтво, 1932. — 17, 1 с. — (Масова художня бібліотечка). [Архівовано 17 січня 2021 у Wayback Machine.]
- Коцюбинський М. М. Сміх / М. М. Коцюбинський. — Київ: Держ. літ. вид-во, 1938. — 53, 2 с. [Архівовано 16 квітня 2021 у Wayback Machine.]
- Коцюбинський М. Твори / Михайло Коцюбинський. — Київ: Рад. письменник, 1946. — 162 с. [Архівовано 24 січня 2021 у Wayback Machine.]
- Коцюбинський М. Твори. Т. 4 / М. Коцюбинський ; заг. ред. І. Н. Лакизи ; ред. тексту й варіанти Ан. Лебедя. — Харків ; Київ: Книгоспілка, 1930. — LIII, 117, XCII, 6 с., 2 арк. іл., портр. — (Праці Інституту Т. Шевченка). [Архівовано 5 вересня 2019 у Wayback Machine.]
- Коцюбинський М. Вибрані твори. Т. 3 / М. Коцюбинський. — Київ: Рад. Україна, 1948?. — 114, 2 с. — (Бібліотека журналу «Україна»). [Архівовано 5 вересня 2019 у Wayback Machine.]
- Коцюбинський М. Твори. Т. 8 : Листування / М. Коцюбинський. — Харків ; Київ: Літ. і мистецтво, 1931. — 289 с. — (Бібліотека українських класиків). [Архівовано 29 червня 2019 у Wayback Machine.]
- Коцюбинський М. Сміх / М. Коцюбинський. — Вид. 3-тє. — Харків: Укр. робітник, 1930. — 30, 1 с. — (Дешева бібліотека красного письменства). [Архівовано 17 січня 2021 у Wayback Machine.]
- Коцюбинський М. Подарунок на іменини ; Persona grata / М. Коцюбинський. — Харків: Рад. літ., 1934. — 55, 1 с. — (Бібліотека радянської літератури ; 45/46). [Архівовано 28 січня 2021 у Wayback Machine.]
- Коцюбинський М. М. Вибрані твори / М. М. Коцюбинський. — Б. м.: Укрвидав, 1943. — 435 с. [Архівовано 29 вересня 2020 у Wayback Machine.]
- Коцюбинський М. М. Вибрані оповідання / М. М. Коцюбинський. — Київ: Рад. шк., 1949. — 216 с., 1 портр. — (Шкільна бібліотека класиків). [Архівовано 29 вересня 2020 у Wayback Machine.]
- Коцюбинський М. Твори / М. Коцюбинський. — Київ: Пролетарий, 1929. — 151 с. : іл., портр. [Архівовано 16 квітня 2021 у Wayback Machine.]
- Коцюбинський М. Вибрані твори: в одному томі / М. Коцюбинський. — Вид. 2-ге. — Б. м.: Держ. літ. вид-во, 1937. — 280 с. [Архівовано 16 квітня 2021 у Wayback Machine.]
- Коцюбинський М. Вибрані твори / М. Коцюбинський. — Харків ; Одеса: Дитвидав, 1934. — 146 с. — (Шкільна бібліотека для дітей середнього та старшого віку). [Архівовано 16 квітня 2021 у Wayback Machine.]
- Коцюбинський М. Твори: в 5-х т. Т. 1 / Михайло Коцюбинський ; за заг. ред. П. Г. Тичини та ін.; упоряд. і прим. Ю. С. Кобилецького, І. І. Стебуна ; Акад. наук. Укр. РСР, Ін-т укр. літ. ім. Т. Г. Шевченка. — Київ: Держ. вид-во худож. літ., 1947. — 526 с. [Архівовано 25 січня 2021 у Wayback Machine.]
- Коцюбинський М. Твори: в 5 т-х. Т. 2 / Михайло Коцюбинський ; за заг. ред. П. Г. Тичини та ін.; упоряд. і прим. Ю. С. Кобилецького, І. І. Стебуна ; Акад. наук. Укр. РСР, Ін-т укр. літ. ім. Т. Г. Шевченка. — Київ: Держ. літ. вид-во України, 1947. — 467 с. [Архівовано 25 січня 2021 у Wayback Machine.]
- Коцюбинський М. Твори: в 5-х т. Т. 3 / Михайло Коцюбинський ; редкол.: П. Г. Тичини (голов. ред.) та ін.; ред. тома С. А. Крижанівський ; Акад. наук. Укр. РСР, Ін-т укр. літ. ім. Т. Г. Шевченка. — Київ: Держ. літ. вид-во України, 1949. — 398 с. : портр. [Архівовано 23 січня 2021 у Wayback Machine.]
- Коцюбинський М. Вибрані твори: в 2-х т. Т. 1 / Михайло Коцюбинський. — Київ: Держ. вид-во худож. літ., 1950. — XI, 401 с., 6 л. портр. [Архівовано 28 січня 2021 у Wayback Machine.]
- Коцюбинський М. Вибрані твори: в 2 т. Т. 2 / Михайло Коцюбинський. — Київ: Держ. вид-во худож. літ., 1950. — 482 с., 8 л. портр. [Архівовано 28 січня 2021 у Wayback Machine.]
- Коцюбинський К. Блудні вогні (Fata Morgana): сільські картини на 5 розділів: з повісти «Fata Morgana» / за М. Коцюбинським ; переробив для сцени К. Кошевський. — Харків: Рух, 1926. — 104 с. — (Театральна бібліотека ; ч. 63). [Архівовано 19 січня 2021 у Wayback Machine.]
- Коцюбинський М. Вибрані твори: в 4-х т. Т. 1 / Михайло Коцюбинський. — Київ: Рад. Україна, 1948. — 119 с. [Архівовано 15 квітня 2021 у Wayback Machine.]
- Коцюбинський М. Вибрані твори: в 4-х т. Т. 2 / Михайло Коцюбинський. — Київ: Рад. Україна, 1948. — 116 с. [Архівовано 15 квітня 2021 у Wayback Machine.]
- Коцюбинський М. Вибрані твори: в 4-х т. Т. 4 / Михайло Коцюбинський. — Київ: Рад. письменник, 1948. — 128 с. [Архівовано 15 квітня 2021 у Wayback Machine.]
- Коцюбинський М. М. Твори: в 4 т. Т. 1 : Твори 1884—1902 років / М. Коцюбинський ; за ред. А. Є. Кримського та ін.; Акад. наук Укр. РСР, Ін-т укр. літ. ім. Т. Г. Шевченка. — Київ: Держ. літ. вид-во, 1941. — 568, 3 с., 1 арк. портр. : іл. [Архівовано 15 квітня 2021 у Wayback Machine.]
- Коцюбинський М. М. Тіні забутих предків / М. М. Коцюбинський. — Ужгород: Кн.-журн. та газ. вид-во, 1947. — 56 с. [Архівовано 15 квітня 2021 у Wayback Machine.]

### Переклади творів іноземними мовами
- Mykhailo Kotsiubynsky. On the rock. Translated from the Ukrainian by A. Mykytiak // Their land. An anthology of Ukrainian short stories. Edited by M. Luchkovich. New York: Svoboda press. 1964. 328p.: 77-89
- Михайло Коцюбинський. Інтермеццо. Переклад з української мови на арабську О.Хоміцької // Антологія української новелістики (кінець 19 — початок 20 ст.). Ер-Ріяд: Міляд — Літературний клуб Ер-Ріяда, 2021. С.135-157.
- Михайло Коцюбинський. Маленький грішник. Переклад з української мови на арабську В.Мартинюка // Антологія української новелістики (кінець 19 — початок 20 ст.). Ер-Ріяд: Міляд — Літературний клуб Ер-Ріяда, 2021. С.119-135